# هولی کراس (ویسکانسین)
هولی کراس (به انگلیسی: Holy Cross) یک منطقهٔ مسکونی در ایالات متحده آمریکا است که در شهرستان اوزاوکی، ویسکانسین واقع شده‌است. هولی کراس ۲۳۵٫۹۲ متر بالاتر از سطح دریا واقع شده‌است.